# 10084 Rossparker
A 10084 Rossparker (ideiglenes jelöléssel (10084) 1990 QC5) a Naprendszer kisbolygóövében található aszteroida. Henry Holt fedezte fel 1990. augusztus 25-én.

## Kapcsolódó szócikk
- Kisbolygók listája (10001–10500)